# Martyn Roach
Martyn Roach (* 1. Dezember 1946 in Hounslow) ist ein ehemaliger britischer Radrennfahrer und nationaler Meister im Radsport.

## Sportliche Laufbahn
1963 bestritt er sein erstes Radrennen. Roach gewann 1968 den nationalen Titel im Einzelzeitfahren über 50 Meilen vor Roy Cromack und über 100 Meilen vor John Watson. Mit Kevin Fairhead, Bob Porter und Jeff Marshall gewann er den Titel im Mannschaftszeitfahren. In der Zeitfahrserie British Best All-Rounder gewann er in jener Saison den Wettbewerb vor Antony Taylor. Mit dem Archer Grand Prix siegte er 1969 in einem der traditionsreichsten Eintagesrennen auf der britischen Insel. Den Zeitfahrtitel über 50 Meilen gewann er erneut, ebenso das Mannschaftszeitfahren. Über die 100 Meilen musste er sich nur Antony Taylor geschlagen geben, 1970 wurde er Dritter des Meisterschaftsrennens. 1971 folgte die Meisterschaft im Zeitfahren über 12 Stunden, 1972 wurde er erneut Meister über die 50 Meilen, 1976 über die 100 Meilen. Seinen letzten nationalen Titel holte er gemeinsam mit Derek Cottington, Bob Garlinge und Clive Pugh im Mannschaftszeitfahren 1978.
Roach gewann eine Reihe von Kriterien, Zeitfahren, Straßenrennen und kleineren Etappenrennen in Großbritannien. In Kontinentaleuropa konnte er keine Erfolge verbuchen, obwohl er auch dort Rennen fuhr.
1969 und 1970 bestritt er das Mannschaftszeitfahren bei den UCI-Straßen-Weltmeisterschaften.

## Berufliches
Roach war beruflich im Finanzamt tätig.